# Amager Bakke
Amager Bakke (Amager Hill), také známá pod názvem Amager Slope, nebo Copenhill, je spalovna odpadu, která se nachází na kodaňském ostrově Amager. Na střeše budovy se nachází vyhlídková plošina s barem, odkud vede 450 m dlouhá sjezdovka s umělým povrchem. Na vnějším plášti budovy je také horolezecká stěna vysoká 85 m, která byla v roce 2022 nejvyšší umělou horolezeckou stěnou na světě.

## Vznik budovy

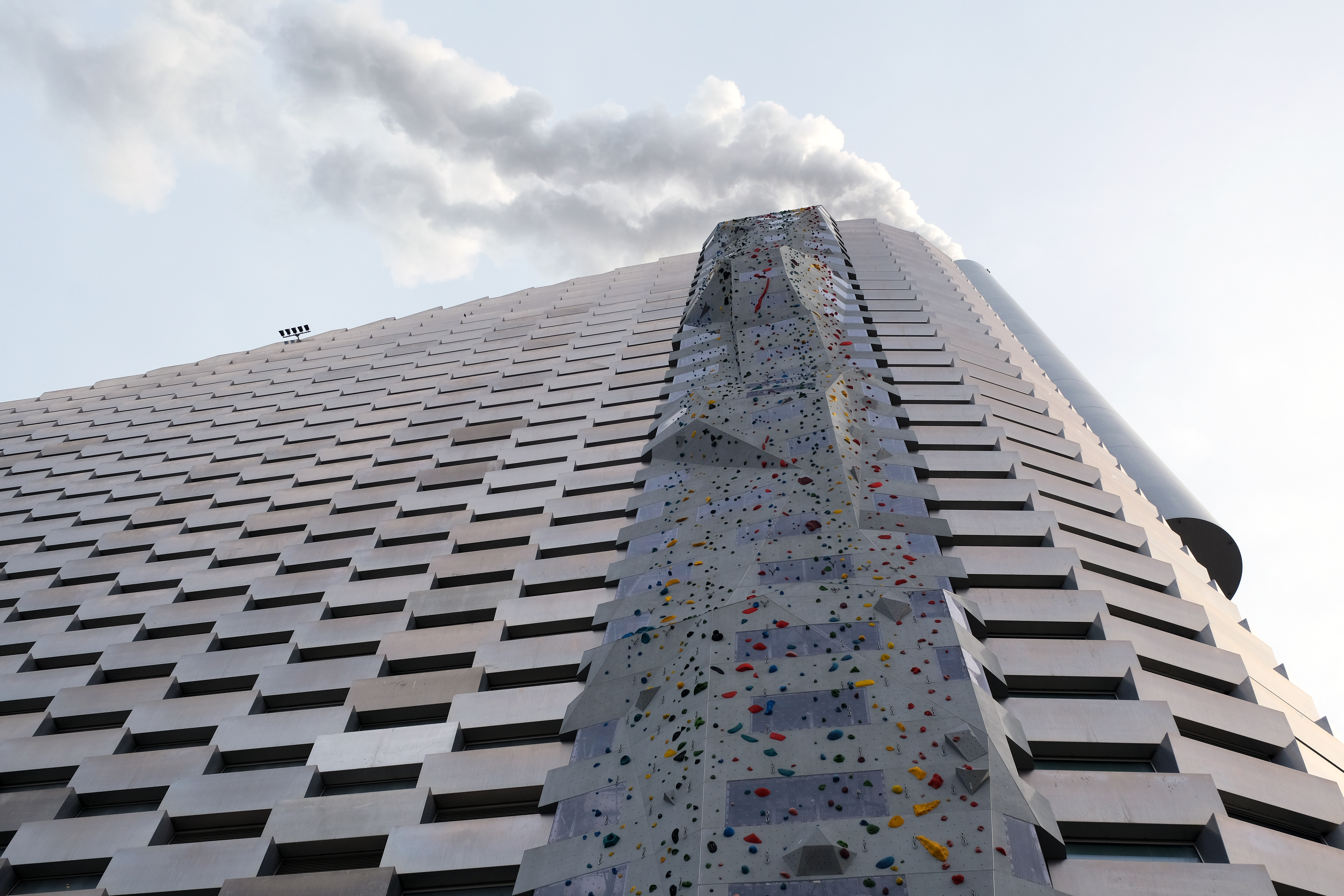
Lezecká stěna na budově

Stavbě budovy předcházela architektonická soutěž, v níž zvítězilo studio BIG Architects. Stavba probíhala od roku 2013 do roku 2017. Na realizaci fasádního pláště se podílela česká firma Sipral. K otevření došlo 30. března 2017. Předpokládá se, že spalovna přemění ročně 400 000 tun odpadu na elektrický proud.

## Přístupnost budovy
Budova je zdarma přístupná veřejnosti. Na vyhlídkovou plošinu s barem se dá dostat pomocí výtahu. Lyže na sjezd lze zapůjčit v půjčovně, která sídlí v sousední budově s restaurací.